# Миннезанг

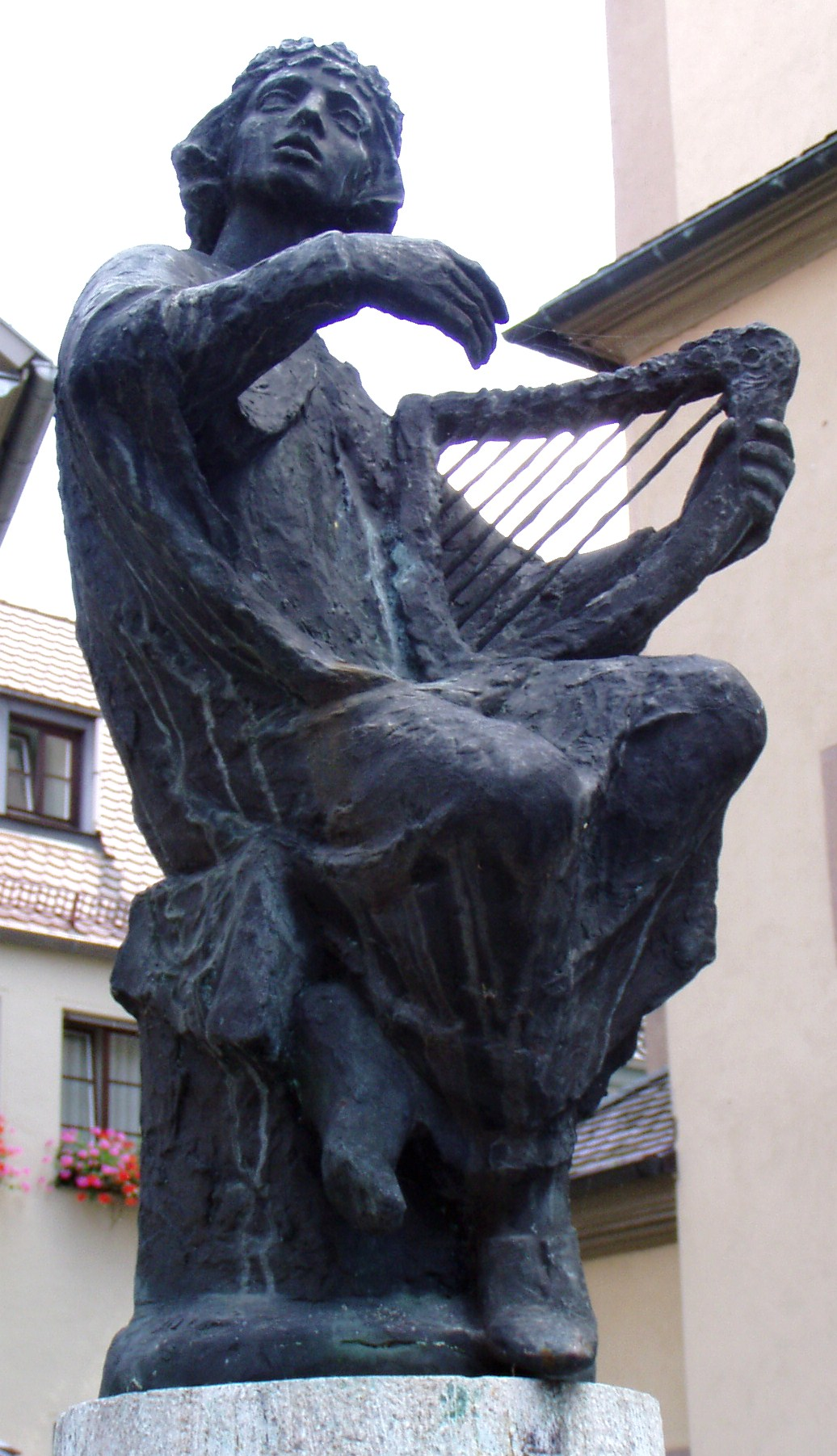
Памятник миннезингеру
Отто фон Ботенлаубену,
Бад-Киссинген,
скульптор — Лоре Фридрих-Гронау,
1965 год

Миннеза́нг (ср.-в.-нем. minnesang ; ср.-в.-нем. minne любовь, отсюда миннезанг букв. — «любовная песня») — обобщённое название искусства миннези́нгеров (нем. Minnesänger; ср.-в.-нем. minnesinger , от minne + ср.-в.-нем. singer певец; букв. — «певец любви»), немецких и австрийских средневековых поэтов-музыкантов, преимущественно из рыцарского сословия. По своему характеру миннезанг близок к поэзии трубадуров и труверов. В отличие от провансальской и северофранцузской лирики, чувственность и гедонизм в миннезанге несколько более сдержанны и играют значительно меньшую роль. Немецкая рыцарская поэзия умозрительна и морализованна, многие произведения имеют религиозный оттенок. В своих произведениях миннезингеры воспевали рыцарскую любовь к Прекрасной Даме, служение Богу и сюзерену.
Поэзия миннезингеров обширна. До настоящего времени она сохранилась в рукописных сборниках, из которых особенно известны Манесский кодекс и Вейнгартенский кодекс; такой тип рукописи современные палеографы зачастую обозначают как «песенный» (нем. Liederhandschrift, фр. chansonnier), даже если он не содержит нотированной музыки. Музыка раннего и классического миннезанга в рукописях не зафиксирована; песни поздних миннезингеров в небольшом количестве сохранились.

## Описание

### Значение термина
Термин «миннезанг» был введён в частое употребление немецкими филологами в XVIII веке и восходит к средневерхненемецкому «minne» — любовь и «sang» — песня. Впервые же этот термин употребил ок. 1195 года немецкий поэт Гартман фон Ауэ. Изначально он использовался только для обозначения песен, связанных с куртуазной любовью, однако позднее распространился на всю сопровождаемую музыкой поэзию и стал включать также и песни на политические, моральные и религиозные темы. Таким образом, в широком смысле миннезанг объединяет несколько лирических жанров: светскую рыцарскую поэзию, имеющую те же истоки, что и любовная поэзия вагантов, а также политическая и социально-поучительная поэзия шпильманов, и более позднюю сельскую куртуазную поэзию. В узком смысле под миннезангом понимают совершенно конкретный жанр куртуазной литературы, возникший под влиянием трубадуров Прованса, Франции и Фландрии, — немецкую рыцарскую лирику. Понятие «minne» эквивалентно возвышенной «утонченной любви» (фр. Fin'Amors), являвшейся неотъемлемым элементом куртуазной культуры, проникшей в Германию во 2-й половине XII века.

### Структура, жанры и формы миннезанга
Ритмико-структурной основой миннезанга является строфическая песня (ср.-в.-нем. Liet), состоящая из одной или нескольких одинаковых строф. Выделяют такие тематические разновидности песен как плясовая, утренняя, любовная, женская и песня о крестовом походе. При этом используются как монологическая, так и диалогическая формы изложения. Последняя (нем. Wechsel; букв. — «чередование») представляет собой обмен строфами между рыцарем и его Дамой. Активно культивировался миннезингерами и нестрофический шпрух (нем. Spruch), воспринятый ими от шпильманов и ставший основной формой политической, дидактической и сатирической поэзии. В меньшей степени использовался лейх (нем. Leich), являвший собой сложное объединение различных по строению строф и связанный по происхождению с латинским гимном.

#### Плясовая песня
(ср.-в.-нем. Tanzliet).

#### Женская песня
(ср.-в.-нем. Frauenliet, Mädchenliet)

#### Любовная песня
(ср.-в.-нем. Minneliet, Werbeliet).

#### Утренняя песня
Утренняя песня (ср.-в.-нем. Tageliet) представляет собой диалог влюблённых на рассвете перед расставанием и имеет сходство с провансальской альбой. Однако, в отличие от альбы главное внимание в ней уделяется изображению переживаний героини, обреченной на разлуку с любимым. Кроме того, в немецкой «песне на рассвете» отсутствуют некоторые мотивы и образы, в частности, образ ревнивого мужа; влюблённых будит не страж, возвещающий о наступлении утра, или верный друг, охраняющий их покой, а птица. Самая ранняя из дошедших до наших дней утренних песен приписывается Дитмару фон Айсту:
| Пример | Пример |
| --- | --- |
| текст на русском языке (перевод Р. Шор ) | оригинальный текст на средневерхненемецком языке |
| «Спишь ли, друг мой ясноокий? Ах, будит нас жестоко Птичка-певунья злая, Среди веток липы порхая». — Был сладок сон мой прекрасный. Не горюй, дитя, понапрасну! Нет любви без терзанья. Лишь скажи — я исполню желанье. Безутешно дама рыдает: «Милый мой меня покидает. Друга увижу ли вновь я? Он уводит всю радость с моею любовью» | «Slâfest du, friedel ziere? Man weckt uns leider schiere: ein vogellîn sô wol getân daz ist der linden an daz zwî gegân». «Ich was vil sanfte entslâfen: nu rüefestu kint Wâfen. liep âne leit mac niht gesîn. swaz du gebiutst, daz leiste ich, friuindin mîn». Diu frouwe begunde weinen. «Du rîtst und lâst mich eine. Wenne wilt du wider her zuo mir? Owê du füerst mîn fröide sament dir!» |

Обработка мотивов утренней песни в форме диалога между рыцарем и его Дамой принадлежит Генриху фон Морунгену:
| Пример | Пример |
| --- | --- |
| текст на русском языке (перевод О. Румера ) | оригинальный текст на средневерхненемецком языке |
| — Увы, ещё когда-нибудь Узрею ль во тьме ночей Белее снега грудь Возюбленной моей? Ночь пронизав до дна, Сверкала так она, Что думал я: луна! Уже светало. «Увы, когда-нибудь опять Мне б до рассвета с милым Лежать и не вздыхать С предчувствием унылым: „Увы, уж день настал“, Как он в ту ночь вздыхал, Когда со мной лежал: Уже светало». — Увы, лобзанья без конца Я чувствовал во сне; Текли с её лица Потоки слёз по мне. Но я их смог унять, Просить меня обнять, К себе тесней прижать. Уже светало. «Увы, хотел желанный мой С зари до поздних пор Моей простой красой Свой жадный тешить взор. Готов был каждый раз, Не отрывая глаз Глядеть хоть целый час. Уже светало». | — Owê, - Sol aber mir iemer mê geliuhten dur die naht noch wîzer danne ein snê ir lîp vil wol geslaht? Der trouc diu ougen mîn. Ich wânde, ez solde sîn des liehten mânen schîn. Dô tagte ez. «Owê, - Sol aber er iemer mê den morgen hie betagen? als uns diu naht engê, daz wir niht durften klagen: „Owê, nu ist ez tac“, als er mit klage pflac, dô er jungest bî mir lac. Dô tagte ez». — Owê, - Si kuste âne zal in dem slâfe mich. dô vielen hin ze tal ir trehene nider sich. Iedoch getrôste ich sie, daz sî ir weinen lie und mich al umbevie. Dô tagte ez. «Owê, - Daz er sô dicke sich bî mir ersehen hât! Als er endahte mich, sô wolt er sunder wât Mîn arme schouwen blôz. ez was ein wunder grôz, daz in des nie verdrôz. Dô tagte ez». |

В противоположность альбе, занимавшей в поэзии трубадуров второстепенное место, утренняя песнь получает у миннезингеров большое распространение и становится излюбленной лирической формой Вольфрама фон Эшенбаха, оставившего 5 образцов этого жанра, в частности этот, в котором впервые в миннезанге вводится третье действующее лицо — страж, ведущий диалог с Дамой:
| Пример | Пример |
| --- | --- |
| текст на русском языке (перевод В. Микушевича ) | оригинальный текст на средневерхненемецком языке |
| I. «Вот сквозь облака сверкнули на востоке Пронзительные когти дня. На вид они в рассветном сумраке жестоки,— Напоминанье для меня О том, что рыцарю пора. Расстаться надобно двоим. Я к ней впустил его вчера. Меня пленил он мужеством своим". II. «Ты песней прогоняешь радость мою, страж, И накликаешь злую муку. Ты никогда мне всласть натешиться не дашь, Чуть свет сулишь ты мне разлуку. Ах! Не тревожь ты госпожу! Слуга мой верный, ты не пой, И я тебя вознагражу. Пускай со мной побудет милый мой!» III. «Ты, сладостная, отпусти его скорей! Смотри: настал рассветный час. Втайне любовью ты дари его своей, Чтоб жизнь свою и честь он спас. Он доверяется мне сам. Его к тебе я ввел в ночи. Ты потеряла счет часам, Так поцелуи были горячи». IV. «Пой, сколько хочешь, лишь оставь его ты мне! Постылой песнею своей Напоминаешь ты о ненавистном дне. Вовек не видеть бы лучей, Которые всегда некстати. Едва забрезжит этот свет, Ты вырвешь из моих объятий Мою любовь, но не из сердца — нет!» V. Вспыхнул день в окне, тревожней страж запел «Прекрасный рыцарь! Уходи!» Одуматься бы ей, пока любимый цел. Но перси льнут к его груди, И в нём проснулся прежний пыл. Хоть голос песнею сорви! По всем статьям он рыцарь был И на прощанье отдал дань любви. | I. «Sîne klâwen durch die wolken sint geslagen: er stîget ûf mit grôzer kraft! ich sich in grâwen tegelîch als er wil tagen: den tac, der im geselleschaft erwenden wil, dem werden man, den ich bî naht în verliez. ich bringe in hinnen ob ich kan: sîn vil manigiu tugent mich daz leisten hiez». II. «Wahtær du singest daz mir manige vröide nimt unde mêret mîne klage. mær du bringest der mich leider niht gezimt immer morgens gegen dem tage: diu solt du mir verswîgen gar! daz gebiut ich den triuwen dîn. des lôn ich dir als ich getar - sô belîbet hie der geselle mîn». III. «Er muoz et hinnen balde und âne sûmen sich. nu gib im urloup, süezez wîp! lâz in minnen her nâch sô verholne dich, daz er behalte êre und den lîp. er gap sich mîner triuwen alsô daz ich in bræhte ouch wider dan. ez ist nu tac: naht was ez dô mit drucken an die brüste dîn kus mir in an gewan». IV. «Swaz dir gevalle wahtær sinc und lâ den hie, der minne brâht und minne enpfienc. von dînem schalle ist er und ich erschrocken ie. sô ninder morgenstern ûf gienc ûf in der her nâch minne ist komen, noch ninder lûhte tages lieht: du hâst in dicke mir benomen von blanken armen — und ûz herzen niht». V. Von den blicken, die der tac tet durch diu glas, und dô wahtære warnen sanc, si muose erschricken durch den der dâ bî ir was. ir brüstlîn an brust si twanc, der rîter ellens niht vergaz (des wold in wenden wahtærs dôn). urloup nâh und nâher baz mit kusse und anders gab in minne lôn. |

#### Песня о крестовом походе

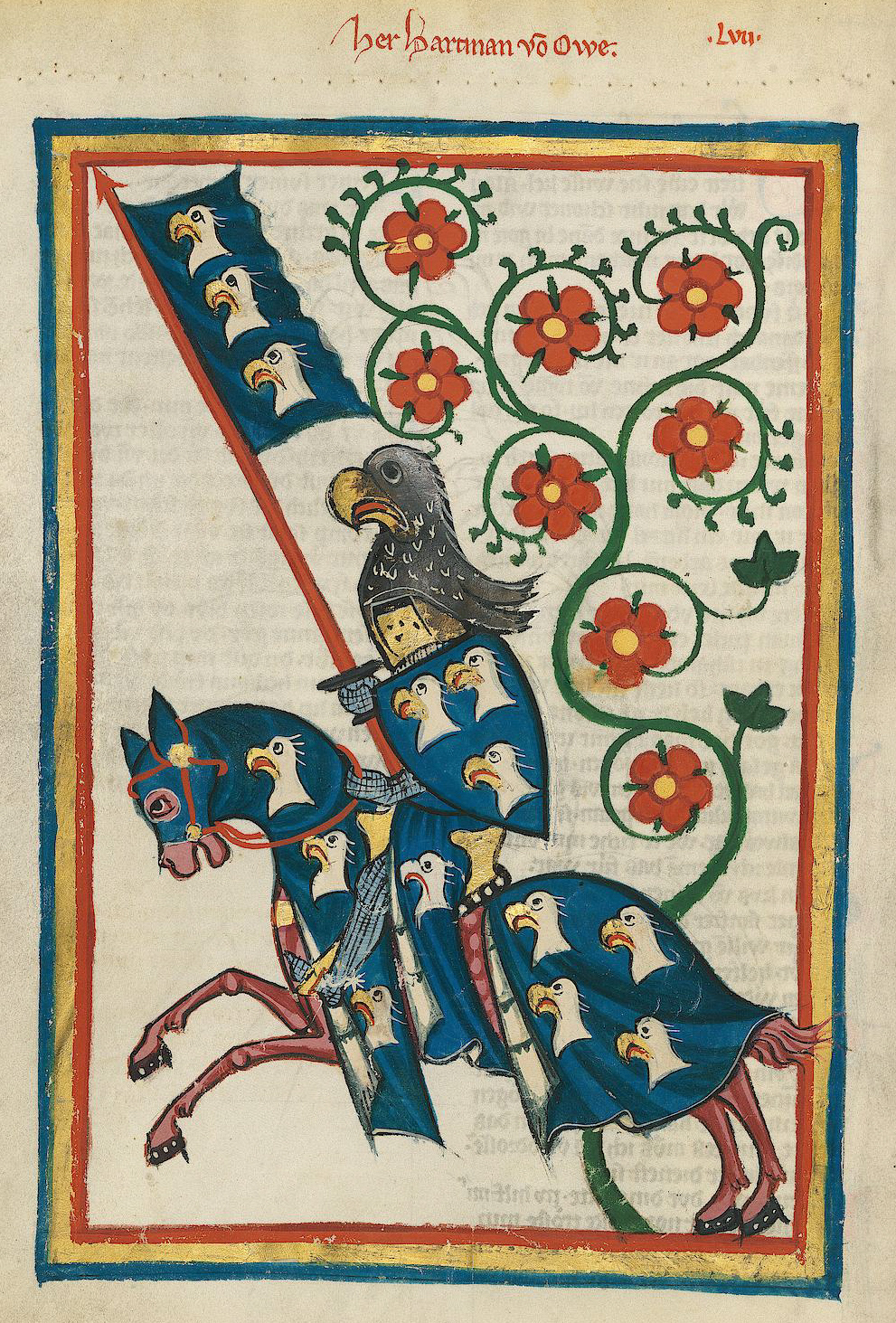
Гартман фон Ауэ
Манесский кодекс, ок. 1300

Песня о крестовом походе (ср.-в.-нем. Kreuzliet), или «крестовая песня» призывает к участию в крестовом походе и изображает переживания крестоносца, связанные с чувством христианского долга, необходимостью оставить возлюбленную ради рыцарского служения Богу.
Тема крестовых походов пользовалась популярностью среди миннезингеров на раннем этапе развития жанра. Она получила своё распространение при подготовке к Третьему крестовому походу в 1187 году. Среди поэтов-крестоносцев, помимо Фридриха фон Хаузена — первопроходца этого направления, известны также Альбрехт фон Йохансдорф, Генрих фон Ругге и Гартман фон Ауэ. Так, герой Фридриха фон Хаузена глубоко переживает расставание с Дамой, но оно для него неизбежно, поскольку лишь в служении Христу рыцарь видит путь к спасению души. Такие же душевные терзания заметны в произведениях Альбрехта фон Йохансдорфа.
| Пример | Пример |
| --- | --- |
| текст на русском языке (перевод В. Микушевича ) | оригинальный текст на средневерхненемецком языке |
| I. Добрый человек! Богатых ты богаче во сто крат, Пока всевышний Бог с тобой. Чем страдать весь век, Попробуй лучше обрести небесный клад, В раю блаженство и покой. Что смерть! Не страшно повстречаться с ней. Погибель вечная куда страшней! От Господа твоя душа и тело. Отдай ты Богу плоть, Чтоб душа к нему взлетела. II. Дай свободу мне, Любовь моя! Хоть на короткий срок Оставь рассудок мой в покое, Чтобы на войне, Забот не ведая, служить я Богу мог. Когда вернусь, полюбишь вдвое. А если, предвкушая торжество, Ты сердца не оставишь моего, Любовь со мной отправится в поход, А за любовь Господь Всегда сторицей воздает. III. Говорит жена: «От горя мне дышать и жить невмочь. Не обошла меня беда! Ах, как я грустна! Меня бросает он, чтобы уехать прочь, Тот, кем я так была горда. Одна я плачу перед целым светом. Никто помочь не может мне советом. Разлука — самый тягостный недуг. Что делать мне теперь? Собрался в путь любимый друг». IV. Благо той жене, Чей милый образ друг с собой возьмет Туда, в заморские края. А в родной стране Ждать будет рыцаря она за годом год, Печаль привычную тая. Лишь о тебе одном она грустит: «Где мой любимый? Жив или убит? Кто сотворил его таким прекрасным, Пускай хранит его В походе долгом и опасном!» | I. Guote liute, holt die gâbe, die got, unser herre, selbe gît, der al der welte hât gewalt. dienent sînen solt, der den vil saeldehaften dort behalten lît mit vröiden iemer manecvalt. Lîdet eine wîle willeclîchen nôt vür den iemermêre wernden tôt got hât iu beide sêle und lîp gegeben. gebt ime des lîbes tôt, daz wirt deme lîbe ein iemer leben. II. Minne, lâ mich vrî! du solt mich eine wîle sunder liebe lân. du hâst mir gar den sin benomen. kumst du wider bî, swenne ich die reinen gotes vart volendet hân, sô wis mir aber willekomen. Wilt aber dû ûz mînem herzen scheiden niht — daz vil lîhte unwendic doch beschiht, - vüere ich dich danne mit mir in gotes lant. sô sî er der guoten dort umb halben lôn gemant. III. «Ôwê, — sprach ein wîp, - wie vil mir doch von liebe leides ist beschert! waz mir diu liebe leides tuot! vröidelôser lîp, wie wil du dich gebâren, swenne er hinnen vert, dur den du waere ie hôchgemuot? Wie sol ich der werlde und mîner klage geleben? dâ bedorft ich râtes zuo gegeben. kund ich mich beidenthalben nû bewarn, des wart mir nie sô nôt. ez nâhet, er wil hinnen varn». IV. Wol si, saelic wîp, diu mit ir wîbes güete gemachen kan, daz man si vüeret über sê. ir vil guoten lîp den sol er loben, swer ie herzeliep gewan, wande ir heime tuot alsô wê, Swenne sî gedénkèt an sîne nôt. «Lebt mîn herzeliep oder ist er tôt, - sprichet sî, — sô müezè sîn pflegen, dur den er süezer lîp sich dirre welte hât bewegen». |

В произведениях ряда миннезингеров отчётливо проступает религиозный фанатизм. Так, песни Генриха фон Ругге наполнены презрением к мирской суете, а его современник Гартман фон Ауэ проповедует аскетичный образ жизни и прославляет деяния крестоносцев.
| Пример | Пример |
| --- | --- |
| текст на русском языке (перевод В. Микушевича ) | оригинальный текст на средневерхненемецком языке |
| I. Святого нашего креста И ты достоин, Когда твоя душа чиста, Отважный воин. Такое бремя не для тех, Кто глуповат, Кто в суете земных утех Погрязнуть рад. Ты плащ с крестом надел Во имя добрых дел. Напрасен твой обет, Когда креста на сердце нет. II. Зовет воителей отвага Под сень креста, Где рыцарям своим на благо Любовь чиста. А тот, кто обделен умом В расцвете лет, Пусть помышляет о мирском Себе во вред. Вступая в нашу рать, Чтобы завоевать Мирскую честь в бою, Спасете душу вы свою. III. Мирских возжаждал я услад, Мирских утех. Соблазнам всяким был я рад, Впадал я в грех. Улыбкой мир меня влечет. Он так хорош! Колючкам потерял я счет. Все в мире — ложь. Спаси меня, Господь, Чтоб мир мне побороть. Мой путь — в Святую Землю. С Твоим крестом Тебя приемлю. IV. Смерть нанесла мне страшный вред, Отняв Христа. Без Господа не красен свет И жизнь пуста. Утратил радость я свою. Кругом — тщета. Сбылась бы разве что в раю Моя мечта. И я взыскую рая, Отчизну покидая. Пускаюсь я в дорогу. Христу спешу я на подмогу. V. И в радостях я жил, скорбя, Средь мира злого, Пока не выбрал для себя Цветка Христова. Он лето возвещает нам, В Нём благодать. Как сладок Он людским очам! Путь указать Бог соизволил днесь В Свою святую весь. Достигнуть райских врат Ценою жизни воин рад. VI. Однажды мир меня прельстил, И неспроста Мне, грешному, так был он мил. Теперь чиста Моя душа, и я в поход Собраться рад, Свободный от мирских забот, А мой собрат На привязи весь век, Пропащий человек. Отправлюсь в дальний путь, К войскам святым готов примкнуть. | I. Dem kriuze zimet wol reiner muot und kiusche site, sô mac man sælde und allez guot erwerben dâ mite. ouch ist ez niht ein kleiner haft dem tumben man, der sînem lîbe meisterschaft niht halten kan. ez wil niht, daz man sî der werke dar under frî. waz touget ez ûf der wât, der sîn an dem hérzen niene hât? II. Nu zinsent, ritter, iuwer leben und ouch den muot durch in, der iu dâ hât gegeben: beidiu lîp und guot. swes schilt ie was zer welte bereit ûf hôhen prîs, ob er den gote nû verseit, der ist niht wîs. wan swem daz ist beschert, daz er dâ wol gevert, daz giltet beidiu teil, der welte lop, der sêle heil. III. Diu werlt lachet mich triegende an und winket mir. nu hân ich als ein tumber man gevolget ir. der hacchen hân ich manigen tac geloufen nâch. dâ niemen stæte vinden mac dar was mir gâch. nu hilf mir, herre Krist, der mîn dâ vârende ist, daz ich mich dem entsage mit dînem zeichen, daz ich hie trage IV. Sît mich der tôt beroubet hât des herren mîn, swie nû diu werlt nâch im gestât, daz lâze ich sîn. der fröide mîn den besten teil hât er dâ hin, und schüefe ich nû der sêle heil, daz, wær ein sin. mac ich íme ze helfe komen, mîn vart, die ich hân genomen, ich wíl ime ir hâlber jehen. vor gote müeze ich in gesehen. V. Mîn fröide wart nie sorgelôs unz an die tage, daz ich mir Kristes bluomen kôs, die ich hie trage. die kündent eine sumerzît, diu alsô gar in süezer ougenweide lît. got helfe uns dar hin in den zehenden kôr, dar ûz ein hellemôr sîn valsch verstôzen hât und noch den guoten offen stât. VI. Mich hât diu welt alsô gewent, daz mir der muot sich zeiner mâze nâch ir sent. dêst mir nu guot: got hât vil wol ze mir getân, als ez nu stât, daz ich der sorgen bin erlân, diu menigen hât gebunden an den vuoz, daz er belîben muoz, swanne ich in Kristes schar mit fröiden wunneclîche var. |

#### Шпрух
Шпрух (ср.-в.-нем. Spruch) — стихотворное изречение дидактического свойства, имеющее фольклорные корни и характерное, в основном, для репертуара странствующих певцов-профессионалов нерыцарского происхождения. Тематика шпруха затрагивала самые разнообразные сферы человеческой жизни: дружбу, любовь, богатство, быт, религию, политику. В конце шпруха содержится поучительный вывод в виде сентенции или поговорки. Ярким примером лирики этого жанра является творчество Сперфогеля:
| Пример | Пример |
| --- | --- |
| текст на русском языке (перевод А. Исаевой ) | оригинальный текст на средневерхненемецком языке |
| Добра не жди, кто волка звал на ужин. Моряк, гляди, корабль ветхий перегружен. Коль говорю, так верьте мне: Кто круглый год своей жене Наряды дорогие шьет, не о себе печется: Ему нe выпал бы почёт, Что и чужого в свой черёд Нести крестить придётся. | Swer den wolf ze hirten nimt, der vât sîn schaden. Ein wîser man der sol sîn schif niht überladen. Daz ich iu sage, daz ist wâr: swer sînem wîbe dur daz jâr volget und er ir richiu kleit über réhte mâze koufet, dâ mac ein hôchvart von geschehen, daz sîm ein stiefkint toufet. |

#### Лейх
Лейх (ср.-в.-нем. Leich) отличается большим объёмом и сложностью структуры: строки (их число могло доходить до нескольких сотен), входящие в краткие строфы (как правило, двустишия) пелись на один мотив, но каждая строфа имела свою мелодию. Предполагается, что первым сочинителем лейха был один из ранних миннезингеров Фридрих фон Хаузен, строивший свои произведения по образу секвенции.
| Пример | Пример |
| --- | --- |
| текст на русском языке (перевод В. Микушевича ) | оригинальный текст на средневерхненемецком языке |
| I. Грешно винить меня во лжи,— Нет мне житья без госпожи. Кого безумный мой, шальной мой вид Не убедит? Увижу вечером зарю — И людям «С добрым утром!» говорю. Настанет ночь, А мне сомкнуть глаза невмочь. Не замечаю я средь бела дня Того, кто рад приветствовать меня. II. Жестокий бой проигран мной. Сражен я лучшею женой. И вот я предался на милость ей Душою всей. У ней по власти — дух и плоть. Её люблю. Пускай простит Господь Мой тяжкий грех. Любимая прекрасней всех. Расстаться с нею не хватает сил. Он сам её такою сотворил. III. И день за днем, за годом год Покоя нет мне от забот. Любовь проникла глубоко в меня, Мой дух тесня, Чтобы, прельщённый сладкою мечтой, Мой слабый разум к мудрости святой Забыл дорогу. Теперь служить хочу я Богу, Великому целителю сердец. Может быть, приходит мне конец. IV. Немало времени уже Служу прекрасной госпоже, А кроме боли, кроме горьких бед, Награды нет. Давно бы ей пора смягчиться. Тогда бы мог я радостью лечиться. Моих заслуг Не чтит безжалостный недуг. Хочу служить, не ведая обид, Тому, кто по заслугам наградит. V. В любви обрёл я лишь печаль, А госпоже меня не жаль. Влюблённому любовь приносит вред. Надежды нет. Но будь что будет! Я про госпожу Вовек худого слова не скажу. Не мудрено, Что Бога я забыл давно. Грехи теперь я покаяньем смою. Служить готов я Богу всей душою. | I. î darf mich des zîhen niet, ch enhête sî von herzen liep. des möhte sî die wârheit an mir sehen, und wíl si es jéhen. ich kom sîn dícke in sô grôze nôt, daz ich den liuten guoten morgen bôt gegen der naht. ich was sô verre an sî verdâht, daz ich mich underwîlent niht versan, und swer mich gruozte, daz ich sîn niht vernan. II. Mîn herze unsanfte sînen strît lât, den ez nu mange zît hât wíder daz alre beste wîp, der ie mîn lîp muoz dienen, swar ich iemer var. ich bin ir holt; swenne ich vor gote getar, sô gedìnke ich ir. daz gerúoch ouch er vergeben mir: ob ich des sünde süle hân, wie geschúof er sî sô rehte wol getân? III. Mit grôzen sorgen hât mîn lîp gerungen alle sîne zît. ich hête liep, daz mir vil nâhe gie, daz verlíe mich nie. von wîsheit kêrte ich mînen muot; daz was diu minne, diu noch manigem tuot die selben klage. nu wil ich mich an got gehaben, der kan den liuten helfen ûz der nôt. nieman weiz, wie nâhe im ist der tôt. IV. Mûner vrowen was ich undertân, diu âne lôn mînen dienst nan. von der sprich ich niht wan allez guot, wan daz ir muot wider mích ze unmilte ist gewesen. vor aller nôt dô wânde îch sîn genesen, dô sich verlie mîn herze ûf genâde an sie, der ich dâ leider vunden niene hân nu wil ich dienen dem, der lônen kan. V. Ich kom von minne in kumber grôz, des ich doch selten ie genôz. swaz schaden ich dâ von gewunnen hân. sô veríesche nie man, dáz ich ir iht spraeche wan guot, noch mîn munt von vrowen niemer getuot. doch klage ich daz, daz ich sô lange gotes vergaz. den wil ich iemer vor in allen haben und in dâ nâch ein holdez herze tragen. |

## История развития

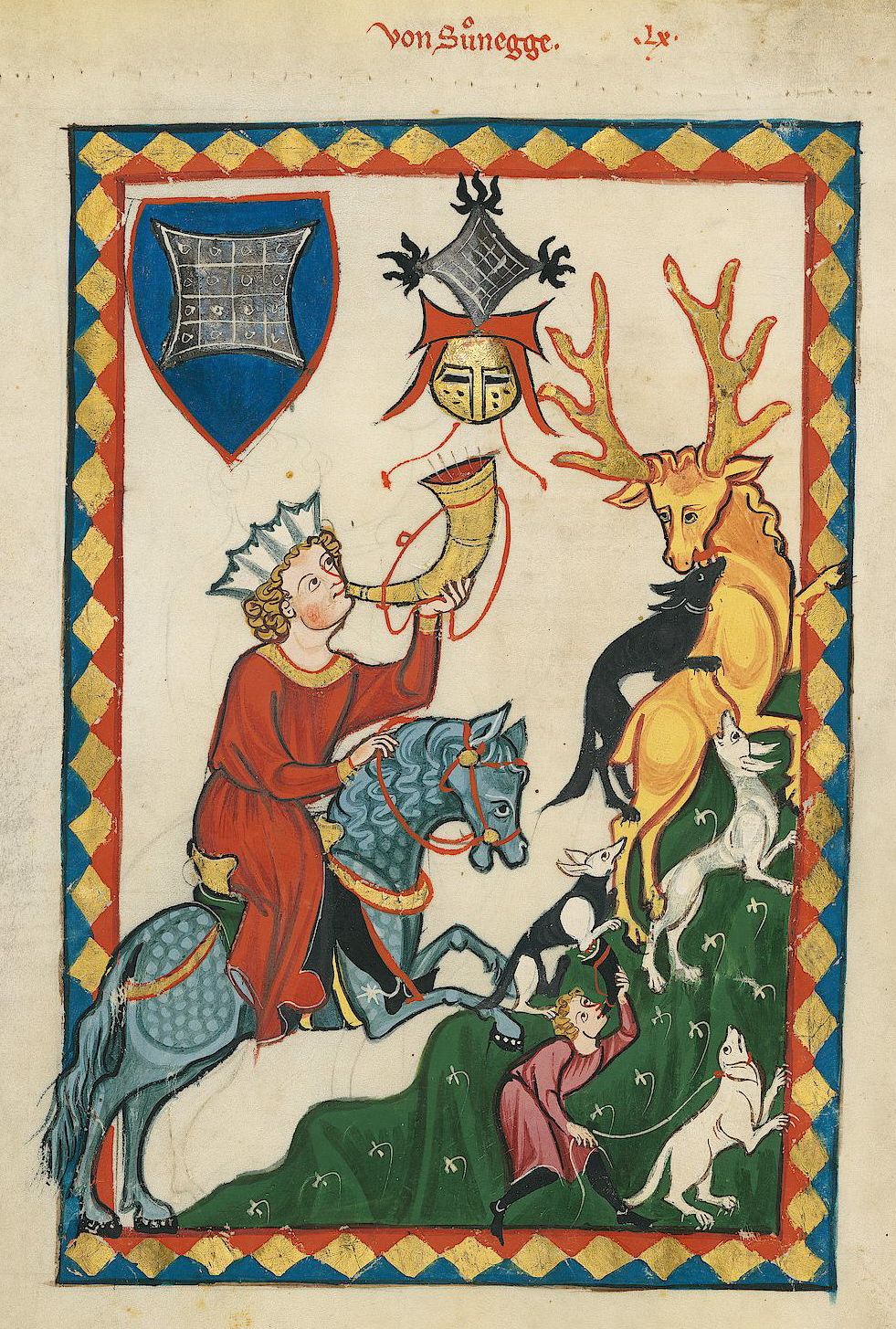
Конрад фон Зуонегге[Зунеге],
Манесский кодекс, ок. 1300

Появление миннезанга было обусловлено общим подъёмом светской культуры Германии на рубеже XII—XIII вв. Первые литературные памятники миннезанга, относящиеся к последней четверти XII века, свидетельствуют о завершении процесса слияния министериалов и свободного дворянства в единое привилегированное сословие — рыцарство. На высокий социальный статус поэта указывают, во-первых, сохранившие немецкую поэзию рукописи, в которых упоминаются титулы авторов (император, герцог, граф, маркграф). Во-вторых, об этом говорит язык и образная система любовной лирики, рожденная рыцарской культурой: восхваление рыцарства и противопоставление его крестьянству, перенос отношений между вассалом и сеньором на любовные отношения между рыцарем и его прекрасной Дамой, выражающиеся в служении ей, а также рыцарское «высокомерие» (нем. hôhvart). Кроме того, обращение в самой поэзии миннезингеров непосредственно к придворной аудитории обнаруживает принадлежность авторов к феодальному двору. Так, до наших дней дошли произведения таких представителей высшей феодальной знати как император Генрих VI, советник при императорском дворе Фридрих фон Хаузен, граф Нойенбургский Рудольф фон Фенис и маркграф Генрих Мейсенский. На многочисленных миниатюрах Гейдельбергской и Вейнгартенской рукописей представлены миннезингеры на рыцарских турнирах, на охоте, на пиру с чашей вина, с возлюбленной, при этом каждый из них изображен с гербом — признаком принадлежности к аристократии.
В XIII веке в придворную среду проникают представители нового класса профессиональных поэтов, имеющие более скромный социальный статус. Основную их часть составили министериалы, принадлежащие к низшим слоям знати и существенно зависящие от покровительства более крупных феодалов. Имея относительно устойчивое положение в обществе в качестве придворных «развлекателей», миннезингеры (Генрих фон Фельдеке, Вольфрам фон Эшенбах, Вальтер фон дер Фогельвейде), переходили от одного европейского двора к другому и получали за своё творчество вознаграждение —
ценную меховую одежду, золото и всякие сокровища, серебряные и золотые сосуды, мулов и жеребцов….
Некоторые из них участвовали в крестовых походах (Фридрих фон Хаузен, Гартман фон Ауэ, Рейнмар фон Хагенау). Большинство миннезингеров сами аккомпанировали себе на музыкальных инструментах, однако некоторых сопровождали музыканты (Ульрих фон Лихтенштейн).
В XIV веке куртуазную поэзию миннезингеров сменяет песенная лирика бюргерства — мейстерзанг.

### Периодизация
В истории развития миннезанга различают три важнейших основных периода:
1. Ранний миннезанг (1150-е гг. — конец XII в.), на начальном этапе которого ещё заметно влияние героического эпоса и народных песен, а несколько позже, примерно с 1180—1190 г. всё больше преобладают провансальские и северофранцузские лирические традиции[2][5].
2. Классический миннезанг (начало XIII в. — 1230-е гг.), явивший собой наибольший расцвет немецкой рыцарской лирики.
3. Поздний миннезанг (1230-е гг. — конец XIII в.), который характеризуется постепенным упадком творчества миннезингеров, его вырождением в эпигоны, и появлением бюргерской литературы.

### Ранний миннезанг

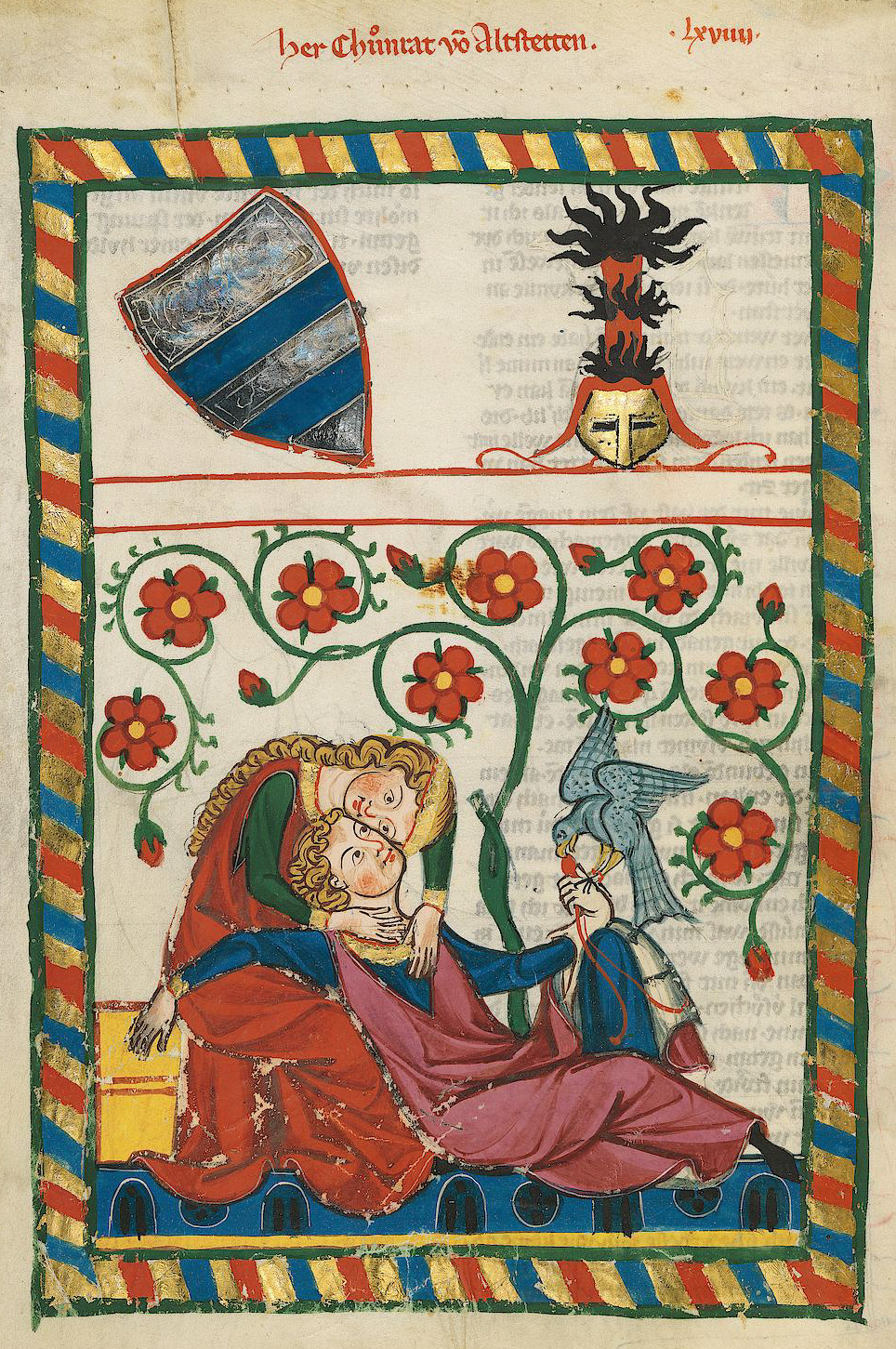
Конрад фон Альтштеттен,
Манесский кодекс, ок. 1300

Ранние образцы миннезанга, относящиеся к 1170-м годам, отличаются друг от друга как по содержанию, так и по форме. Примерно в это время почти одновременно возникают два направления рыцарской любовной песни. Одно, более архаическое по своему стилю, имеет фольклорные корни и не затронуто идеями рыцарского служения Даме. Другое, куртуазное направление, обязано своим происхождением непосредственному влиянию провансальских трубадуров и северофранцузских труверов и подчинено требованиям «утончённой любви».

#### Народное направление
«Народное», или как его называют немецкие литературоведы, «отечественное» направление миннезанга зародилось, предположительно, в 1150-е годы на юго-востоке, в Австрии, где к тому времени ещё господствовали национальные традиции, а влияние куртуазной культуры имело весьма поверхностный характер, и к 1170-м годам распространилось в Баварии, Швабии, Тюрингии и Швейцарии. Наиболее типичными представителями этого направления являются Кюренберг, Дитмар фон Айст, Мейнлох фон Сефелинген и Сперфогель. 
 Творчество первых миннезингеров ещё относительно свободно от куртуазных канонов провансальско-французской лирики и несёт на себе следы самобытного происхождения. Об этом свидетельствует архаический стиль стихосложения и традиционные поэтические образы, восходящие к народной песне и героическому эпосу. Так, стихотворения, как правило, однострофные, характеризуются парными, часто неточными рифмами, простой метрикой и акцентной структурой; в произведениях Кюренберга встречается так называемая «нибелунгова строфа»:
| Пример | Пример |
| --- | --- |
| текст на русском языке (перевод Б. Ярхо ) | оригинальный текст на средневерхненемецком языке |
| «Стояла поздно ночью я у бойницы И слышала, как дивно пел песню рыцарь Размером Кюренберга пред сборищем большим. Иль он страну покинет, иль вдоволь я натешусь с ним». — «Подай, подай скорее коня и панцырь мой! Теперь по воле дамы я расстаюсь с страной: Меня заставить хочет, чтобы ласков был я с ней. Но ей вздыхать придётся до скончания дней…» | «Ich stuont mir nehtint spâte an einer zinne, dô hôrt ich einen rîter vil wol singen in Kürenberges wîse al ûz der menigîn. er muoz mir diu lant rûmen, alder ich geniete mich sîn». Jô stuont ich nehtint spâte vor dînem bette, dô getorste ich dich, vrouwe, niwet wecken. «des gehazze got den dînen lîp! jô enwas ich niht ein eber wilde», [. . .] sô sprach daz wîp. |

Кроме того, концепция любви ранних поэтов существенно отличается от доктрины куртуазного служения Даме. Поэты народного направления воспевают 
... не утонченную, не условную, искусственную любовь, подчиняющуюся известным правилам и порядку, а простое, здоровое, вполне реальное чувство .
Множество песен сочинено в исконном лирическом жанре «женской песни», зачастую обращённой именно к молодой незамужней женщине, девушке, сетующей на одиночество и покинувшего её возлюбленного. Любовное томление, тоска по возлюбленному считаются уделом женщины, мужчина же, как правило, изображается гордым и властным рыцарем, победителем в любовной борьбе. Используются традиционные фольклорные образы: так, счастливые или горестные переживания героев воплощаются в образах весны или осени; мужчина сравнивается с соколом, а женщина — с розой.
| - 1 - «Этот сокол ясный был мною приручён. Больше года у меня воспитывался он. И взмыл мой сокол в небо, взлетел под облака. Когда же возвратится он ко мне издалека? Был красив мой сокол в небесном раздолье: В шелковых путах лапы сокольи, Перья засверкали — в золоте они. Всех любящих, Господи, ты соедини!» Оригинальный текст (нем.) «Ich zôch mir einen valken mêre danne ein jâr. dô ich in gezamete, als ich in wolte hân, und ich im sîn gevidere mit golde wol bewant, er huop sich ûf vil hôhe und vlouc in ándèriu lant. Sît sach ich den valken schône vliegen, er vuorte an sînem vuoze sîdîne riemen, und was im sîn gevidere alrôt guldîn. got sende sî zesamene, die gelíeb wéllen gerne sîn!» — Кюренберг "Этот сокол ясный был мною приручён..."; перевод В. Микушевича |

| - 2 - «Когда в одной рубашке, бессонная, стою И вспоминаю статность благородную твою, Заалеюсь, будто роза, окропленная росой. И сердце томится по тебе, любимый мой». «Ноет мое сердце. Всегда болит оно, Когда захочется того, чего не суждено. Не золотом прельщаюсь я, не звонким серебром. Живет мое желание в образе людском». Оригинальный текст (нем.) «Swenne ich stân aleine in mînem hemede, únde ích gedenke an dich, ritter edele, sô erblüet sich mîn varwe, als der rôse an dem dórne tuot, und gewinnet daz herze vil manigen trûrìgen muot» «Ez hât mir an dem herzen vil dicke wê getân, daz mich des geluste, des ich niht mohte hân noch niemer mac gewinnen. daz ist schedelîch. jône mein ich golt noch silber: ez ist den líutèn gelîch.» — Кюренберг "Когда в одной рубашке, бессонная, стою..."; перевод В. Микушевича |

В то же время, в творчестве ряда поэтов народного направления уже проступают отдельные куртуазные элементы. Так, любовь мужчины изображается как мучительное чувство к прекрасной Даме, как поклонение и верное служение ей:
| Пример |
| --- |
| Служил я даме верно и послушно. И с нею рядом был я как в раю. Она же отвергала равнодушно Мою любовь и преданность мою. О, светлая печаль! Ей меня ничуть не жаль. Не забыть её вовеки ни в одном краю! Она сказала мне, что полюбила Прекраснейшего рыцаря. Он смел. Она в него свои мечты вселила, И он её душою завладел. О, светлая печаль! Ей меня ничуть не жаль. Безысходная кручина! Тяжкий мой удел! И сам не знал, что буду я несчастен. Но лишь тебе одной хочу служить. Вот так кораблик кормчему подвластен. И без тебя я не сумею жить. О, светлая печаль! Ей меня ничуть не жаль. Буду тосковать и плакать, горестно тужить! Оригинальный текст (нем.) Wie möchte mir mîn herze werden iemer rehte fruot daz mir ein edeliu frouwe sô vil ze leide tuot! der ich vil gedienet hân, als ir wille was getân. nû wil si gedenken niht der mangen sorgen mîn. Sô hô ôwî! sol ich ir lange frömde sîn. Nu ist ez ein ende komen, dar nâch mîn herze ie ranc daz mich ein edeliu frouwe hât genomen in ir getwanc. der bin ich worden undertân, als das schif dem stiurman, swanne der wâc sîn ünde sô gar gelâzen hât. sô hôh ôwî! si benimt mir mange wilde tât. «Jâ hœre ich vil der tugende sagen von eime ritter guot: der ist mir âne mâze komen in mînen stâten daz ich sîn ze keiner zît mac vergezzen», redte ein wîp. «nu muoz ich al der werlte haben dur sînen willen rât. sô hôh ôwî! wie schône er daz gedienet hât!» — Дитмар фон Айст "Слкжил я даме верно и послушно..."; перевод И. Грицковой |

Народное происхождение имеет и такая жанровая разновидность миннезанга как шпрух. Собрание однострофных шпрухов, датируемых 1160—1170-ми годами, сохранилось под именем Сперфогеля. В стихах Сперфогеля упоминаются и другие представителя этого дидактического жанра, что свидетельствует о его широкой распространённости среди миннезингеров.

#### Куртуазное направление

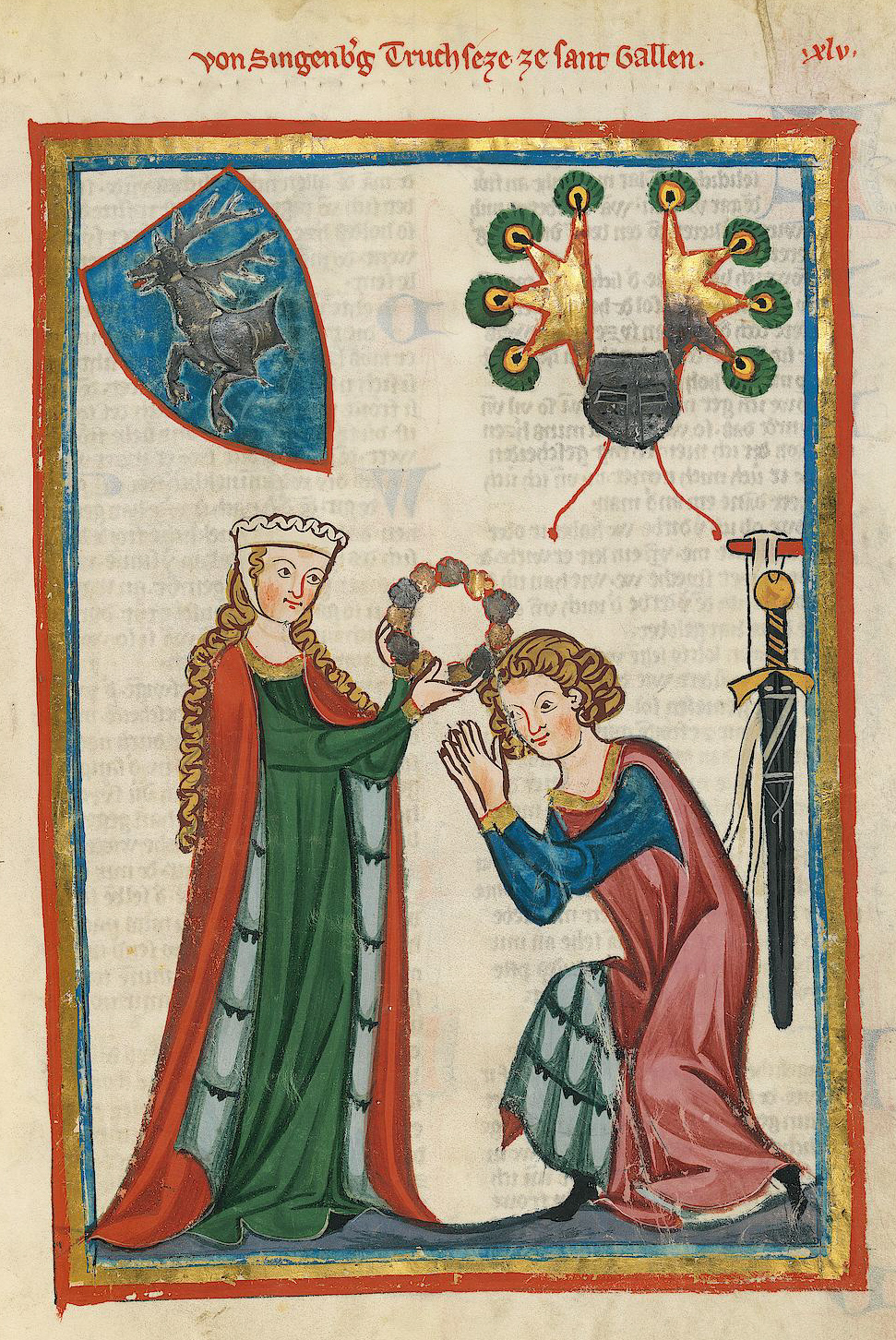
Ульрих фон Зингенберг
Манесский кодекс, ок. 1300

«Куртуазное», или «придворное» направление миннезанга возникло в 1170-е годы в западных, наиболее развитых прирейнских землях Германии, к тому времени уже испытавших на себе воздействие провансальской и французской культуры и воспринявших светский образ жизни феодальных дворов.
Основателями этого направления принято считать Генриха фон Фельдеке и Фридириха фон Хаузена.
В 1180—1190-х годах оно распространяется на восток и к концу XII века охватывает всю Германию, проявляясь в творчестве таких поэтов как Генрих фон Морунген и Рейнмар фон Хагенау.
Именно в этот период миннезанг как жанр немецкой рыцарской лирики становится искусством, причём искусством развлекательным, отвечающим тенденциям светской феодальной культуры и выражающимся в творчестве профессиональных придворных певцов. Утончённая придворная поэзия характеризуется известной степенью условности, порождённой спецификой светского этикета.
Центральным её понятием является «высокая любовь» (ср.-в.-нем. hôhiu minne), сущность которой составляют благопристойность и добродетель.
В произведениях миннезингеров куртуазного направления 
... живое, человеческое чувство превращается в служение Даме .
Герои куртуазных любовных песен прямо противоположны героям «отечественного» миннезанга. Так, активным действующим лицом становится женщина, госпожа, или Дама (ср.-в.-нем. frouwe) — именно от неё зависит счастье и судьба мужчины, последний же страдает от одиночества, обвиняет свои глаза в своём любовном томлении, жалуется на равнодушие к своему чувству и восхваляет свою госпожу, чья благосклонная улыбка является для него наивысшей наградой, а возможность быть с ней и служить ей — пределом всех мечтаний.
Любовь такого рода выглядит изысканной позой, почтительной... маской .
Условность присуща и стилю придворных миннезингеров: ограниченный словарь, устойчивые формулы вежливости и обороты, почерпнутые из других литературных источников, являются ничем иным, как данью светскому образу жизни. Переживания героев раскрываются, как правило, в лирической форме, от первого лица. Повествовательный сюжет, драматическая ситуация, традиционные фольклорные образы, свойственные песням народного стиля, сменяются абстрактной диалектикой куртуазного служения. Так, томлению по недосягаемой возлюбленной сопутствует страх исполнения заветной мечты оказаться рядом с ней; мучительное, зачастую безответное чувство, живёт наряду с радостью страдания; красота Дамы противопоставляется её гордости и жестокосердию, а долг «рыцаря Христа», обязывающий отправиться на войну с «язычниками», противостоит страстному желанию остаться с избранницей.
| Пример | Пример |
| --- | --- |
| текст на русском языке (перевод Б. Ярхо ) | оригинальный текст на средневерхненемецком языке |
| Ах, плоть и сердце спорят меж собою, Что так согласно жили много дней. И жаждет плоть с язычниками боя, А сердце льнет к избраннице своей, Что краше всех… Скорблю я всех сильней: Никак я распри их не успокою. Меня глаза измучили тоскою! Пусть судит Бог, кто из двоих правей. Не чаялось мне быть в такой кручине, Как в честь Христа взялся я крест нести. Теперь я рад бы биться в Палестине; Но верность даме встала на пути. Как должно, душу мог бы я спасти, Когда б желанье сердца смолкло ныне. Но всё равно ему в его гордыне, В рай или в ад придется мне идти. Но раз ты, сердце, глухо к уговору, И даже скорбь моя тебе чужда, Молю, чтоб Бог тебя отправил скоро В места, где злая ждет тебя беда. Как ты одно дерзнешь идти туда, Бедняжка, в дом печали и укора? И в ком найдешь ты верную опору, Какою я служил тебе всегда? | Mîn herze und mîn lîp diu wellent scheiden, diu mit ein ander varnt nu mange zît. der lîp wil gerne vehten an die heiden: sô hât iedoch daz herze erwelt ein wîp vor al der werlt. daz müet mich iemer sît, daz si ein ander niene volgent beide. mir habent diu ougen vil getân ze leide. got eine müeze scheiden noch den strît. Ich wânde ledic sîn von solher swære, dô ich daz kriuze in gotes êre nam. ez wære ouch reht deiz herze als ê dâ wære, wan daz sîn stætekeit im sîn verban. ich solte sîn ze rehte ein lebendic man, ob ez den tumben willen sîn verbære. nu sihe ich wol daz im ist gar unmære wie ez mir an dem ende süle ergân. Sît ich dich, herze, niht wol mac erwenden, dun wellest mich vil trûreclîchen lân, sô bite ich got daz er dich ruoche senden an eine stat dâ man dich wol enpfâ. owê wie sol ez armen dir ergân! wie torstest eine an solhe nôt ernenden? wer sol dir dîne sorge helfen enden mit solhen triuwen als ich hân getân? |

Куртуазное служение (ср.-в.-нем. minnedienst) представляет собой аналогию вассальной службы сеньору (ср.-в.-нем. herrendienst). Придворный певец является слугой Дамы (ср.-в.-нем. dienstman), чью милость (ср.-в.-нем. hulde) он стремится снискать своей верностью (ср.-в.-нем. triuwe). При этом 
...награда миннезингера состоит не в завоевании ответного чувства, но в облагораживающем воздействии любви к той, чьи добродетели воплощают ценности сеньориального общества .
Так, Генрих фон Морунген перечисляет куртуазные добродетели своей Дамы: «благородная», «воспитанная», «чистая», «нежная», «добрая», «радостная», «весёлая», «мудрая», «правдивая». Однако, в отличие от поэтов народного направления, которые постоянно использовали такие абстрактные эпитеты для описания своей возлюбленной, Генрих фон Морунген, прибегает к более точным и изысканным формулировкам. Так, он говорит, что «её добродетель подобна солнцу, которое озараяет мрачные тучи». Ко всему прочему, он передает красоту своей избранницы непосредственно: «тонкий стан», «белая шея», «сладостные губы»; часто прибегает к метафорам: «нежный радостный май», «безоблачный солнечный свет», «венец всех женщин». Подобная утончённость поэтического стиля свидетельствует о дальнейшей аристократизации миннезанга
Куртуазное поклонение Даме граничит с культом Девы Марии, прославлению которой посвящена значительная часть лирики миннезингеров. Введение таких мотивов духовной поэзии, как добродетель и милость, создает идеализированный образ прекрасной Дамы и превращает его
...в почти религиозный символ, иконографически неподвижный, царящий в мире условного чувства .
Этот символизм усугубляется тем, что любовь к Даме, желание быть с ней и служить ей, зачастую называются грехом, ловушкой, которая непременно погубит несчастного влюблённого. При этом автор, как правило, сам признается в этом и просит Бога о прощении:
| <…> У ней по власти — дух и плоть. Её люблю. Пускай простит Господь Мой тяжкий грех. Любимая прекрасней всех. |

Но тут же оправдывает себя мыслью о том, что его прекрасная возлюбленная — дело рук Божьих:
| Расстаться с нею не хватает сил. Он Сам её такою сотворил. <…> |

И, страдая от безответности своего чувства, потеряв всякую надежду на благосклонность с её стороны, принимает решение:
| <…> Не мудрено, Что Бога я забыл давно. Грехи теперь я покаяньем смою. Служить готов я Богу всей душою. — Фридрих фон Хаузен; "Грешно винить меня во лжи..."; перевод В. Микушевича |

Иногда на греховность помыслов певцу указывает объект его почитания:
| <…> «Слишком вы прекрасны! Обречен без вас я погибать». «Рыцарь сладкогласный! Добродетель грех поколебать». — Альбрехт фон Йохансдорф; "Встретился с прекрасной я наедине..."; перевод В. Микушевича |

Кроме того, в своих произведениях поэт подчас противопоставляет совершенный, нетленный, практически неземной образ возлюбленной самому себе, простому, смертному, грешному человеку. Так, Генрих фон Морунген, перечисляя добродетели своей Дамы, считает, что он «не стоит таких совершенств», утверждает, что «смешно ей [Даме] было… глядеть, не зная, кто таков, перед ней стоит уныло», называет себя «чудаком из чудаков». Свою избранницу он именует «королевой», «Афродитой», «Венерой», «святыней». Таким образом подчёркивается высокая одухотворённость той, служению которой посвящает себя миннезингер.
Влияние провансальской и северофранцузской лирики на творчество ранних миннезингеров выразилось в заимствовании последними не только идей и мотивов куртуазной любви, но и отдельных элементов романского стиля стихосложения. Так, произведения, как правило, объемные и многострофные, характеризуются точными рифмами, строгой метрикой и силлабической структурой. Строфы имеют сложное, обычно трёхчастное строение, и могут включать до 12 строк. При этом первые две части строфы (ср.-в.-нем. stollen) идентичны, имеют единую схему и сопровождаются одной мелодией, а в заключительной части (ср.-в.-нем. аbgesang) вводится другая схема рифм и новая мелодия. Традиционная для немецкой поэзии долгая строка перестает существовать, распадаясь на два полностью обособившихся полустишья. Строки и полустрочия рифмуются разнообразно. Ударения чередуются регулярно, появляются многосложные стопы.

### Классический миннезанг

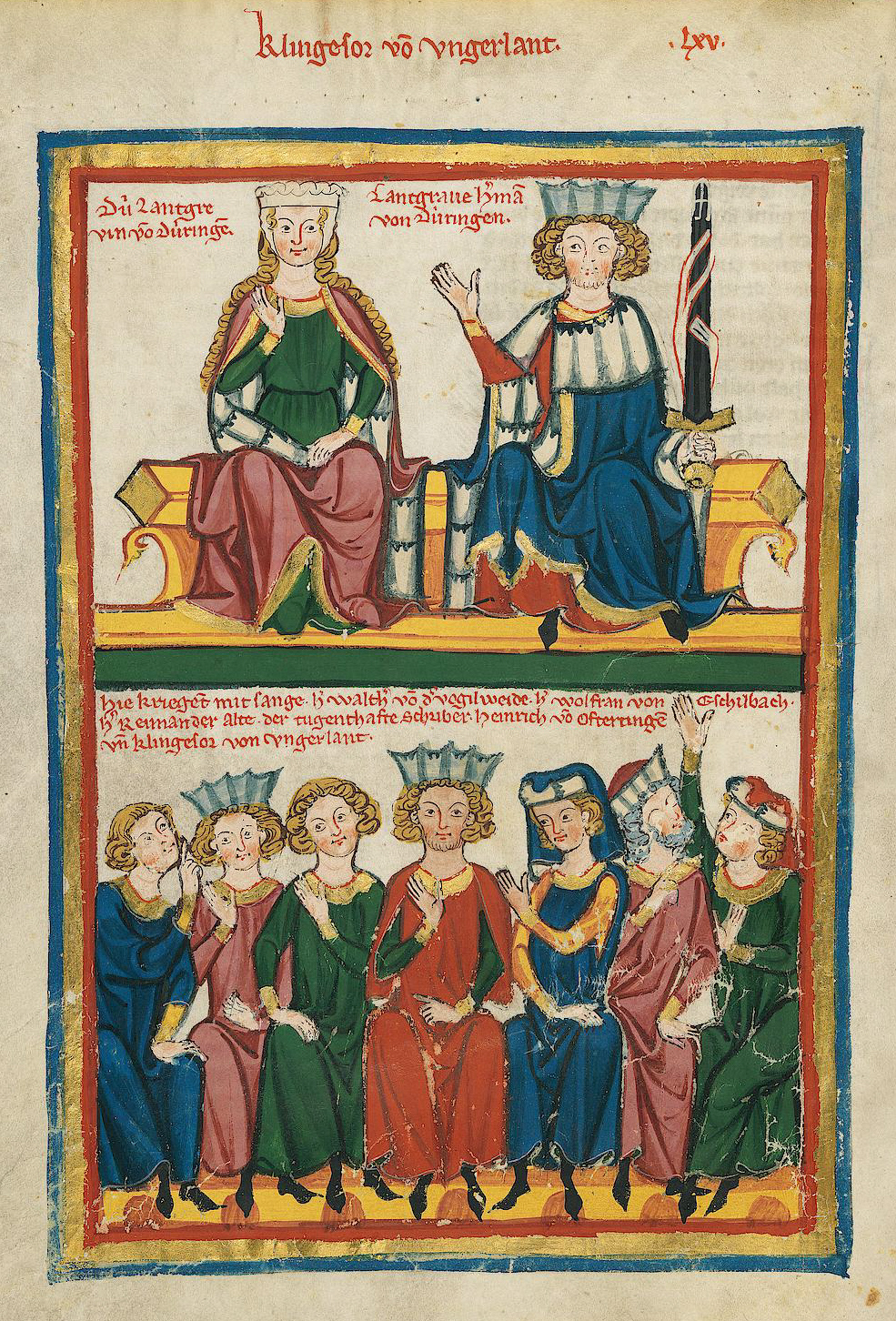
Состязание певцов в Вартбурге
Манесский кодекс, ок. 1300

С ростом классового самосознания рыцарства и усилением культурного обмена в средневековой Европе развивается и творчество миннезингеров. Большое влияние на миннезанг оказало творчество трубадуров Прованса, Франции и Фландрии. К XIII в. миннезанг принимает форму, определяемую узким значением термина, как яркий образец формального искусства с чётко установленными элементами: вымышленными любовными чувствами и определённым сюжетом. Мастерство миннезингера заключается в виртуозном владении этими элементами. Классический этап в развитии миннезанга представляют Вальтер фон дер Фогельвейде, Вольфрам фон Эшенбах и другие.

### Поздний миннезанг
Вслед за расцветом в XIII в. быстро наступает упадок миннезанга. Ограниченная тематика куртуазной лирики с развитием средневекового общества была вытеснена политической сатирой Вальтера фон дер Фогельвейде, народными песнями Нейдхарта и Готфрида фон Нейфена.
Тем не менее, куртуазный миннезанг остался в истории литературы и даже возродился в рыцарской лирике XV в., подражавшей миннезингерам. «Последними миннезингерами» стали Гуго фон Монфорт (1357—1423) и Освальд фон Волькенштейн (1369—1445).

## Музыка миннезингеров
До начала XVI в. музыкальное искусство миннезингеров (как и родственных им трубадуров и труверов) принадлежало устной традиции. По этой причине распевы стихов раннего и классического периодов не сохранились. Судя по дошедшим до нас нотированным рукописям (песни Нейдхарта фон Ройенталя, Фрауэнлоба, Освальда фон Волькенштейна, Вислава Рюгенского и некоторых других миннезингеров), музыка была одноголосной (редко двухголосной), со свободным «декламационным» ритмом (в рукописях ритмических знаков нотации нет). Пение миннезингеров сопровождалось богато украшенной, витиеватой импровизацией на арфе, фиделе и других струнных инструментах.
Основа звуковысотной структуры миннезанга — мелодия-модель, так называемый «тон». Стереотипный «тон» многократно перетекстовывался (использовался для различных стихов) по принципу контрафактуры, аналогично композиционному принципу трубадуров и (особенно) труверов. Например, «долгий тон» (нем. Langer Ton) собственного сочинения Фрауэнлоб использовал 122 раза. Ещё около 200 раз он же отмечается в сочинениях других мастеров миннезанга. Большой популярностью пользовался также «чёрный тон Клингзора» (Klingsor’s Schwarzer Ton, по имени мифического поэта-музыканта); помимо миннезингеров его активно использовали в XV—XVII веках мейстерзингеры. «Тонам» присваивали красивые и метафорические названия. Среди прочих существовали «зеленый», «забытый», «загадочный», «нежный» тоны и даже «горлодушитель» (Würgendrüssel), названный так из-за своего чрезвычайного диапазона (около двух октав).
В ряде случаев для миннезингерских мелодий устанавливаются точные прототипы (кроме трубадуров и труверов) во французской монодической песне, реже — в репертуаре григорианского хорала католиков и итальянских паралитургических песнях.
Форма всех песенных жанров миннезанга текстомузыкальная (строение музыкальное продиктовано строением стиха). Координацию поэзии и музыки в строфических формах обеспечивала структура, позднее получившая название бар. В масштабном лейхе (как и в его французском прототипе лэ) мелодические развитие носит сквозной характер (иногда случается рефрен).

## Наследие миннезингеров

### Старинные издания
Считается, что первые записи произведений миннезингеров были сделаны не самими авторами, поскольку, они, несмотря на принадлежность к рыцарскому сословию, зачастую не умели читать и писать: как правило, ведение записей поручалось писцам. Однако своё распространение миннезанг получил благодаря шпильманам — странствующим актёрам, которые наблюдали выступления миннезингеров перед феодальной знатью и составляли для себя небольшие сборники их песен. Эти сборники, неполные и неточные, не дошли до наших дней, но предполагается, что именно они послужили основой первых рукописных изданий немецкой куртуазной поэзии.
Творчество миннезингеров сохранилось до настоящего времени в средневековых рукописях, появившихся в конце XIII — начале XIV веков. Наиболее полной из них является Большая Гейдельбергская рукопись, также известная как Манесский кодекс и содержащая тексты ста сорока авторов. Самым старинным изданием считается Малая Гейдельбергская рукопись, включающая в себя собрание песен тридцати четырёх миннезингеров. В Вейнгартенской рукописи представлены произведения тридцати, а в Большой Йенской рукописи — двадцати девяти поэтов. Последняя, помимо стихотворений, включает в себя ноты. Ноты содержатся также в Венской и Кольмарской рукописях. Несколько песен в жанре миннезанга можно встретить в манускрипте, известном под названием «Carmina Burana».

### Научные исследования

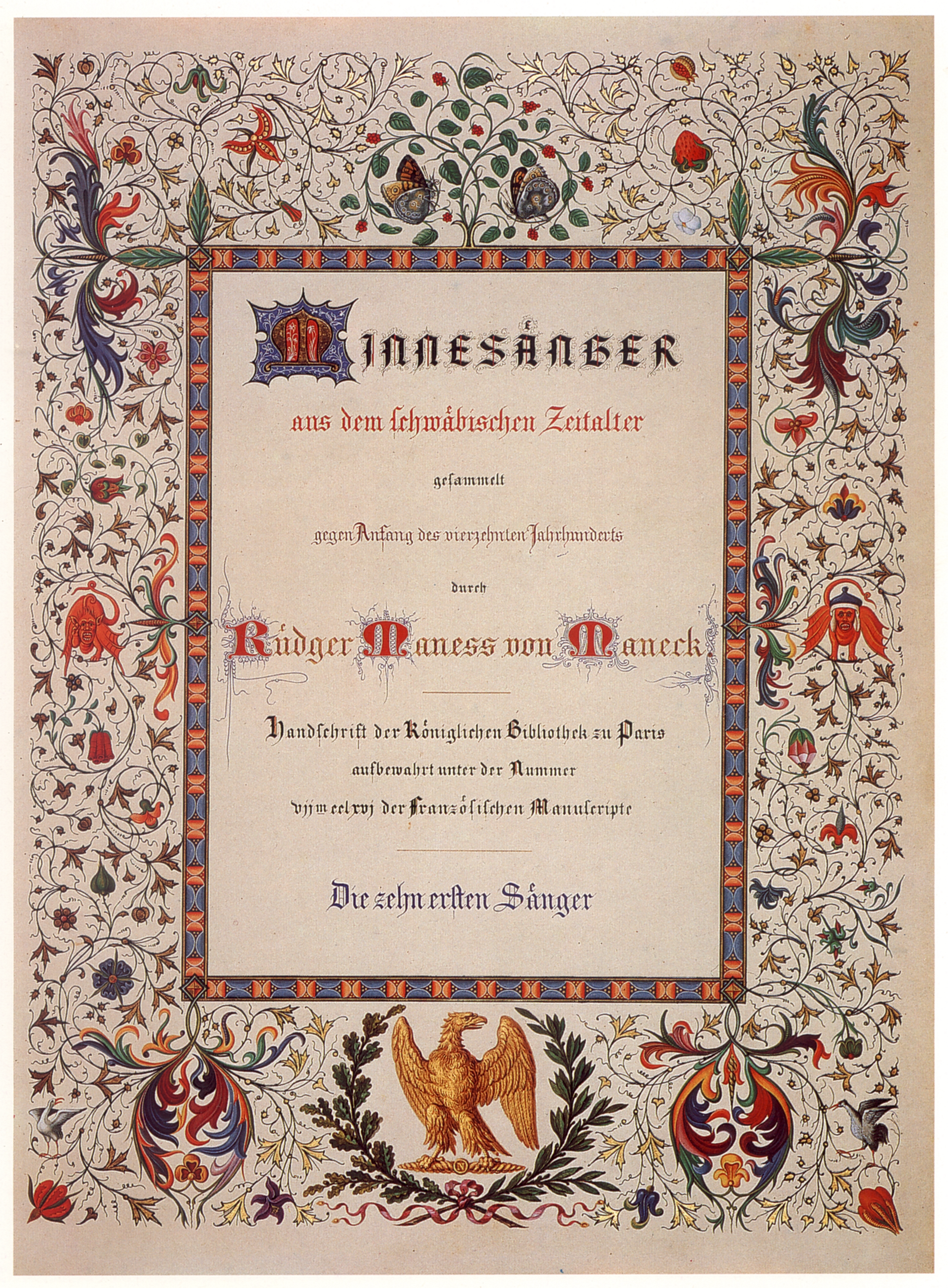
титульная страница книги «Собрание песен миннезингеров швабского периода»,
Париж, 1852 год

Научный интерес к поэзии миннезингеров начинает проявляться с середины XVIII века. В 1758 году по инициативе швейцарских филологов И. Я. Бодмера и И. Я. Брайтингера была практически полностью переиздана Большая Гейдельбергская рукопись. Новое издание состояло из двух томов и вышло под названием «Собрание песен миннезингеров швабского периода». Ранее, в 1748 году, часть манускрипта была выпущена ими под названием «Образцы швабской поэзии XIII века».
В 1803 году появилась статья «Любовные песни немецких миннезингеров», автором которой стал немецкий поэт, писатель и переводчик Л. И. Тик.
Научными изысканиями в области миннезанга занимался немецкий поэт, представитель так называемой «швабской школы» Л. Уланд. В 1822 году свет увидела его книга «Вальтер фон дер Фогельвейде, старонемецкий поэт». Наследию миннезингеров посвящена и значительная часть другой его книги «Материалы к истории немецкой поэзии и саги».
В 1838 году полное издание Манесского кодекса вышло под названием «Миннезингер». Оно было представлено немецким филологом Ф. Г. фон дер Хагеном и состояло из четырёх частей.
В середине XIX века немецкий филолог К. Лахманн разработал периодизацию немецкой куртуазной поэзии, выделив такие этапы в истории развития жанра, как «весна», «лето» и «осень». В 1857 году на основе его исследований немецкий филолог Мориц Гаупт подготовил хрестоматийный сборник под названием «Весна миннезанга», включающий в себя тексты стихотворений миннезингеров и научные комментарии к ним. Сборник выдержал несколько переизданий в XIX — XX веках: К. Барч и Г. Пфафф внесли в него ряд дополнений и биографических справок.
Изучению миннезанга посвящён труд немецкого историка культуры и литературоведа В. Дильтея «О немецкой поэзии и музыке. Штудии по истории немецкого духа». Такой вид искусства, являлся так называемой предположительной предтечей и источником вдохновения, для современного артистизма, выступления на сцене, со множественными элементами танцев и пения одновременно, в ярких нарядах (что полностью соответствует самой концепции миннзингеров).

### Переводы

#### На немецкий язык
Первые переводы произведений миннезингеров со средневерхненемецого на современный немецкий язык появились в XVII веке. Гофман фон Гофмансвальдау выступил первым переводчиком любовных песен Вальтера фон дер Фогельвейде.
В 1803 году свет увидела книга «Любовные песни швабской эпохи», в которую вошли переводы, выполненные Л. И. Тиком.

#### На русский язык
Поэзия миннезингеров на русском языке появилась лишь во второй половине XIX века. Впервые она была представлена Н. В. Гербелем в книге «Немецкие поэты в биографиях и образцах», вышедшей в Санкт-Петербурге в 1877 году. Книга содержит переводы любовных песен Дитмара фон Айста, Генриха фон Фельдеке и Вальтера фон дер Фогельвейде, выполненные Д. Минаевым. В начале XX века переводом произведений миннезингеров занимался К. А. Иванов. В 1915 году они были изданы в его книге «Трубадуры, труверы и миннезингеры». Крупным изданием немецкой рыцарской лирики на русском языке является «Хрестоматия по зарубежной литературе средних веков», составленная Б. И. Пуришевым и Р. О. Шор в 1953 году, позднее переработанная и дополненная. В неё, помимо всего прочего, вошли песни Кюренберга, Фридриха фон Хаузена, Гартмана фон Ауэ, Генриха фон Морунгена, Рейнмара фон Хагенау, Вольфрама фон Эшенбаха, Нейдхарта фон Ройенталя и Готфрида фон Нейфена в переводах Б. Ярхо, О. Румера, Р. Шор. Однако наиболее полное собрание сочинений немецих «певцов любви» представляет собой том «Поэзия трубадуров. Поэзия миннезингеров. Поэзия Вагантов», вошедший в серию «Библиотека всемирной литературы» и увидевший свет в 1974 году. В работе над книгой, в которую вошли переводы В. Микушевича, А. Исаевой, И. Грицковой, П. Гребельной, В. Левина, О. Чухонцева, Ю. Мориц, принимал участие и Б. И. Пуришев, написавший предисловие к изданию.

## Рецепция
Мейстерзингеры называли миннезингеров старыми мастерами (alte Meister) и считали их творчество образцом для подражания.
Образ миннезингера (Вольфрама фон Эшенбаха) воплощён в опере «Тангейзер» Рихарда Вагнера.

## Современные издания
- The art of the Minnesinger: Songs of the thirteenth century transcribed and edited with textual and musical commentaries by R.J. Taylor. Cardiff: University of Wales Press, 1968.